# Ignazio La Russa
Ignazio Benito Maria La Russa (Paternò, 18 luglio 1947) è un politico italiano, dal 13 ottobre 2022 presidente del Senato della Repubblica nella XIX legislatura.
È parlamentare dal 1992, prima alla Camera dei deputati e dal 2018 al Senato della Repubblica. Ha militato dapprima nel Movimento Sociale Italiano - Destra Nazionale (per il quale era stato a lungo dirigente della sezione giovanile il Fronte della Gioventù), e poi in Alleanza Nazionale, avendone anche ricoperto il ruolo di presidente reggente dal 2008. Nel 2009, con lo scioglimento di Alleanza Nazionale, è confluito nel Popolo della Libertà con il ruolo di coordinatore nazionale, per poi fondare Fratelli d'Italia insieme a Giorgia Meloni e Guido Crosetto a dicembre 2012. È il primo politico proveniente dal Movimento Sociale Italiano a ricoprire la carica di presidente del Senato.
Dall'8 maggio 2008 al 16 novembre 2011 è stato ministro della difesa nel governo Berlusconi IV. È stato inoltre vicepresidente della Camera nella XII legislatura (dal 25 maggio 1994 al 9 maggio 1996) e vicepresidente del Senato nella XVIII (dal 28 marzo 2018 al 12 ottobre 2022).

## Biografia
Nato a Paternò (Catania), il padre Antonino La Russa fu segretario politico del Partito Nazionale Fascista di Paternò negli anni '40 e, nel dopoguerra, deputato e senatore del Movimento Sociale Italiano; mentre la madre, Maria Concetta Oliveri, proveniva da una facoltosa famiglia paternese.
La Russa si è trasferito a Milano nell'adolescenza, dove ha conseguito gli studi liceali, per poi studiare a San Gallo, in un collegio della Svizzera tedesca, e poi laurearsi in giurisprudenza all'Università di Pavia.
È fratello minore di Vincenzo La Russa, avvocato, politico e parlamentare per la Democrazia Cristiana e Centro Cristiano Democratico, oltreché fratello maggiore di Romano Maria La Russa, europarlamentare dal 2004 al 2008 per AN e dal 2023 assessore nella giunta regionale della Lombardia, ruolo già svolto sotto il presidente Roberto Formigoni. Ha assolto il servizio militare di leva in qualità di ufficiale di complemento ad Ascoli Piceno. Prima di decidere di dedicarsi esclusivamente all'attività politica, intraprese la professione di avvocato e, nel 1987, fu il difensore legale di parte civile nei processi per l'omicidio di Sergio Ramelli a Milano.
Nel marzo 2008 inoltre assume il ruolo di difensore per i poliziotti accusati di tortura durante l'assalto alla scuola Diaz nel corso della manifestazione del G8 di Genova del 2001.

## Carriera politica

### Gli inizi nel Movimento Sociale Italiano

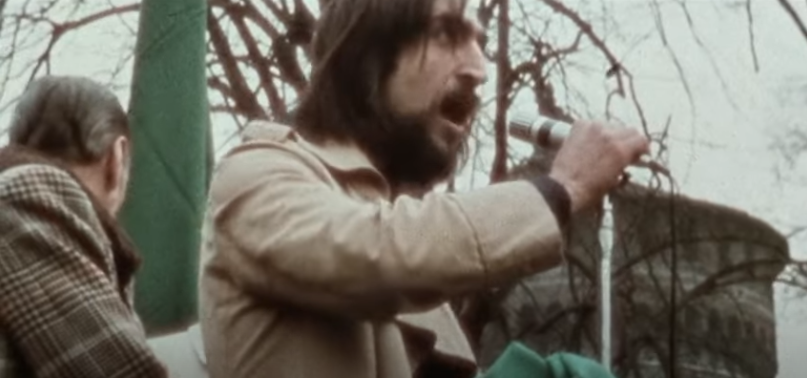
La Russa intraprende un comizio a Milano, ripreso nel film Sbatti il mostro in prima pagina di Marco Bellocchio (1972)

Nel 1971 è responsabile del Fronte della Gioventù (FdG) di Milano, l'organizzazione giovanile del Movimento Sociale Italiano (MSI). La Russa appare anche nel film di Marco Bellocchio Sbatti il mostro in prima pagina (1972), che si apre con alcune riprese reali di un comizio a Milano della Maggioranza silenziosa, un movimento politico anti-comunista a cui aderivano esponenti democristiani, missini, liberali e monarchici.
Il 12 aprile 1973, quando era uno dei capi del FdG di Milano, nella manifestazione organizzata dal MSI contro quella che veniva definita violenza rossa furono lanciate due bombe a mano SRCM Mod. 35, una delle quali uccise il poliziotto di 22 anni Antonio Marino. L'evento verrà ricordato come il giovedì nero di Milano. La Russa fu indicato come uno dei responsabili morali dei lanci di bombe.

### Consigliere regionale della Lombardia
Alle elezioni regionali in Lombardia del 1985 si candida al consiglio regionale della Lombardia, tra le liste del MSI-DN, risultando eletto consigliere regionale nel collegio di Milano con 24.096 preferenze. Alle regionali lombarde del 1990 venne confermato consigliere regionale, come unico eletto per il MSI-DN nel collegio milanese, con 13.807 preferenze. Dal 1989 al 1994 è stato anche consigliere comunale d'opposizione di San Donato Milanese (Milano).

### Elezione a deputato

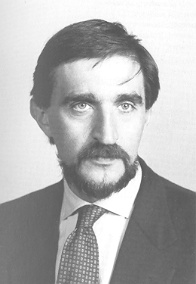
Ignazio La Russa eletto alla Camera nel 1992

Alle elezioni politiche del 1992 viene candidato per il MSI-DN contemporaneamente sia alla Camera dei deputati, nella circoscrizione Milano-Pavia, che al Senato della Repubblica, nel collegio elettorale Milano II, risultando eletto in entrambe (alla Camera con 26.098 preferenze) e optando per il seggio da deputato. Nel corso della XI legislatura ha fatto parte della 7ª Commissione Cultura, scienza e istruzione e della Commissione parlamentare per le questioni regionali.

### Vicepresidente della Camera
Alle elezioni politiche del 1994 viene ricandidato alla Camera per Alleanza Nazionale (lista elettorale del MSI-DN), sia nel collegio elettorale di Milano 1 che tra le liste proporzionali nella circoscrizione Lombardia 1, venendo rieletto a Montecitorio nel proporzionale, mentre nel collegio uninominale raccolse l'8,96% dei voti e venne sconfitto dal candidato del Polo delle Libertà, nonché segretario federale della Lega Nord, Umberto Bossi (48,72%) e superato da quelli dei Progressisti Franco Bassanini (25,43%) e del Patto per l'Italia Gianni Rivera (11,84%). Nella XII legislatura della Repubblica è stato membro della 1ª Commissione Affari Costituzionali, della Presidenza del Consiglio e interni, della Giunta per il Regolamento, della Commissione speciale per il riordino del settore radiotelevisivo e della Commissione speciale competente in materia di infanzia, oltre a far parte del comitato direttivo del gruppo parlamentare Alleanza Nazionale-MSI alla Camera, ricoprendo gli incarichi di vicepresidente dell'ufficio di presidenza della Camera e presidente del Comitato per gli affari del personale.

### Dal MSI ad Alleanza Nazionale
Durante la svolta di Fiuggi guidata da Gianfranco Fini nel 1995, che portò allo scioglimento del MSI e la sua confluenza in Alleanza Nazionale (AN) come partito, è stato in prima linea nella sua fondazione, aderendo nella corrente "Area Vasta" di Giuseppe Tatarella, che si richiama al conservatorismo nazionale e rappresentava la maggioranza nel partito. Successivamente aderisce alla corrente "Destra Protagonista", sempre nazional conservatrice, che si richiamava a Tatarella, ma maggiormente vicina a Silvio Berlusconi e sostenitori dell'alleanza con quest'ultimo (da qui l'appellativo di berluscones), di cui assume la guida assieme a Maurizio Gasparri.
Alle elezioni politiche del 1996 si ricandida alla Camera nel collegio elettorale Milano 2, sostenuto dalla coalizione di centro-destra Polo per le Libertà in quota AN, risultando eletto per la terza volta deputato con il 47,77% dei voti e superando i candidati de L'Ulivo Carlo Paris (37,18%) e della Lega Nord Pierluigi Crola (12,14%). Nel corso della XIII legislatura è stato presidente provvisorio della Camera, presidente del Comitato parlamentare per i procedimenti di accusa e della Giunta per le autorizzazioni, oltre a far parte della 2ª Commissione Giustizia (1996-2000) e della 1ª Commissione Affari Costituzionali, della Presidenza del Consiglio e interni (2000-2001).

### Capogruppo di AN alla Camera
Alle elezioni politiche del 2001 viene confermato a Montecitorio nel collegio elettorale Milano 2 per La Casa delle Libertà col 52,03%, sopravanzando Marco Lamonica dell'Ulivo (38,36%). È stato capogruppo del gruppo parlamentare di AN alla Camera dal 4 giugno 2001 all'8 ottobre 2003 e dal 25 novembre 2004 al 28 aprile 2008.
Alle elezioni amministrative del 2004 è stato candidato al consiglio provinciale di Milano, tra le liste di AN nel collegio di Busto Garolfo a sostegno della presidente uscente Ombretta Colli, risultando tuttavia non eletto.
Il 19 novembre 2004, con la nomina di Fini a ministro degli affari esteri, viene nominato vicepresidente di AN, assieme ad Altero Matteoli e Gianni Alemanno, con le funzioni di vicario, incarico che mantiene fino al 2005.
Viene rieletto deputato nella circoscrizione Milano 1 alle elezioni del 2006 e del 2008, questa volta nelle liste del Popolo della Libertà (PdL).

### Ministro della difesa
Con la vittoria della coalizione di centro-destra alle politiche del 2008 e il successivo incarico di formare un governo affidato a Berlusconi, l'8 maggio diventa ministro della difesa nel quarto governo Berlusconi, prestando giuramento nelle mani del Presidente della Repubblica Giorgio Napolitano; l'11 maggio 2008 diventa presidente reggente di Alleanza Nazionale, carica che ha mantenuto fino alla confluenza di AN nel PdL come partito il 29 marzo 2009, a cui aderisce e venendo poi nominato coordinatore nazionale assieme a Sandro Bondi e Denis Verdini.
Alle elezioni europee del 2009 si candida al Parlamento europeo, tra le liste del PdL nella circoscrizione Italia nord-occidentale, risultando eletto europarlamentare con 223.986 preferenze (secondo solo a Berlusconi), ma decide di rinunciare al seggio per mantenere quello alla Camera e il ruolo di Ministro della difesa.
All'interno del PdL, il 2 maggio 2009 La Russa ha fondato «La nostra destra», per rivendicare la sua cultura politica di provenienza, e per sostenere come la corrente dei finiani (vicini a Fini) non rispecchi più quelle che sono a suo parere le posizioni della destra.
A novembre 2009 contestò la sentenza di primo grado del caso Lautsi contro l'Italia della Corte Europea dei diritti dell'uomo che contestava l'esposizione del crocifisso nelle aule scolastiche italiane, dichiarando: «Il crocifisso resterà in tutte le aule della scuola, in tutte le aule pubbliche. Possono morire, possono morire, loro e quei finti organismi internazionali che non contano nulla». A seguito di ricorso da parte dell'Italia la sentenza fu infine ribaltata.
A fine 2009, con la legge finanziaria 2010, La Russa avvia la Difesa Servizi S.p.A., società che nascerà con il compito di valorizzare i marchi della Difesa, dismettere beni non più utili alla difesa nazionale e per effettuare acquisti con il modello Consip.
Nel 2011 è stato La Russa a convincere Berlusconi a partecipare all'intervento militare in Libia, che pose fine al regime di Muʿammar Gheddafi. Durante la seconda guerra in Ossezia del Sud, che vedeva il conflitto tra Russia e Georgia, è stato favorevole a un intervento di cessate il fuoco da parte dell'Italia. Emanò la legge 100/2009, in materia di contrasto alla pirateria, e istituì la giornata del ricordo dei caduti nelle missioni internazionali per la pace, oltre a ottenere il riconoscimento ufficiale del 17 marzo come festa nazionale in quanto festa della proclamazione del Regno d'Italia.
Suscitò clamore la sua decisione di acquistare, per il ministero, diciannove auto blu blindate.

### Passaggio dal PdL a Fratelli d'Italia

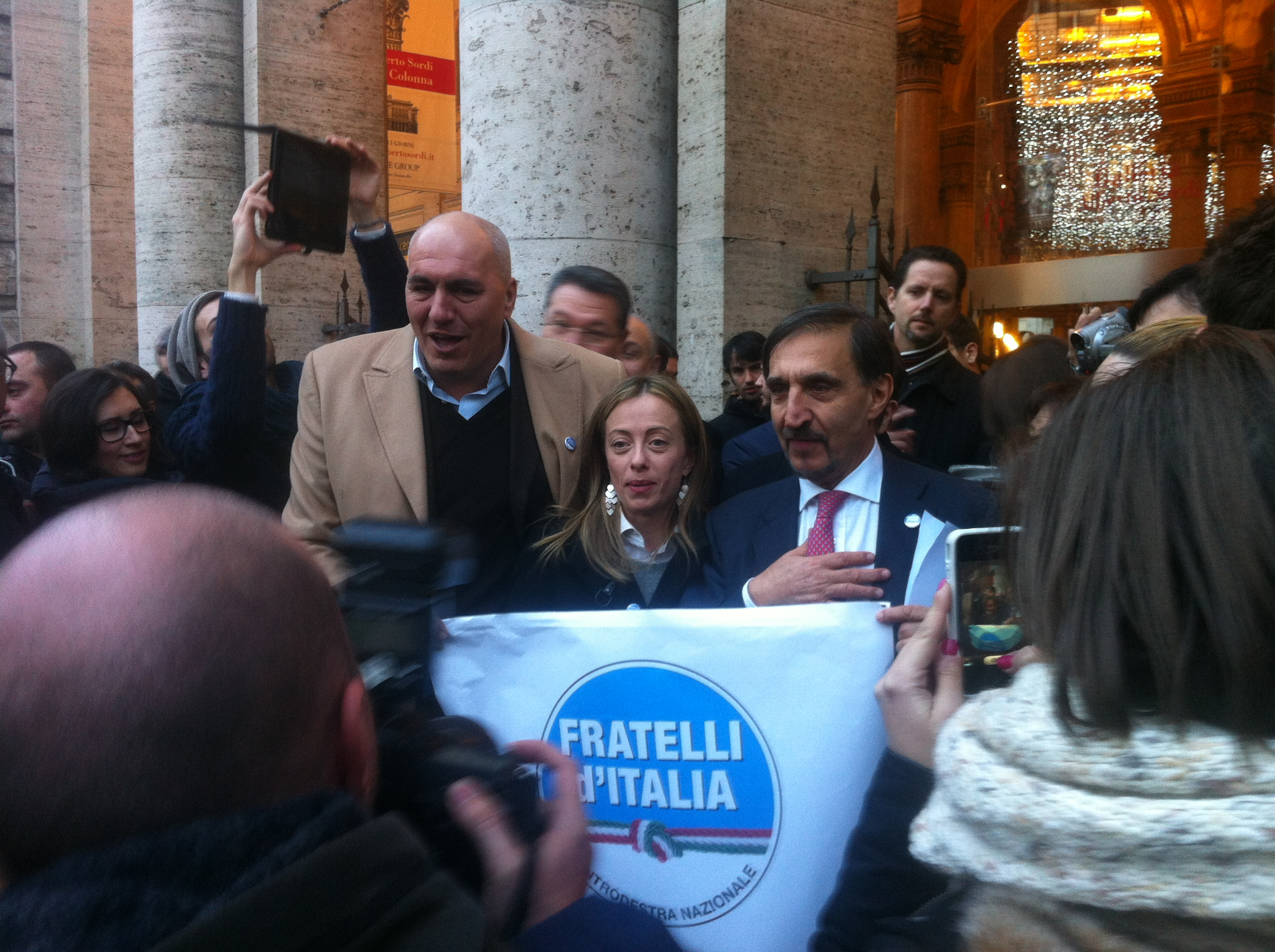
La Russa con Guido Crosetto e Giorgia Meloni alla presentazione del simbolo di Fratelli d'Italia nel dicembre 2012

Il 17 dicembre 2012 annuncia la sua uscita dal PdL e tre giorni dopo fonda, assieme a Giorgia Meloni e Guido Crosetto, il partito Fratelli d'Italia - Centrodestra Nazionale, che successivamente si semplifica in Fratelli d'Italia (FdI), con cui alle elezioni politiche del 2013 viene ricandidato alla Camera, tra le sue liste nelle circoscrizioni Lombardia 1 e Puglia, venendo rieletto deputato in entrambe le circoscrizioni e optando per la Puglia.

### Vicepresidente del Senato
Dopo 26 anni trascorsi ininterrottamente alla Camera (1992-2018), alle elezioni politiche del 2018 viene candidato al Senato della Repubblica nel collegio uninominale Lombardia - 04 (Rozzano), sostenuto dalla coalizione di centro-destra in quota FdI, risultando eletto senatore con il 44,52% dei voti e superando i candidati del Movimento 5 Stelle Daniele Pesco (26,3%) e del centro-sinistra, in quota Partito Democratico (PD), Michela Fiorentini (23,44%). Nella XVIII legislatura della Repubblica è stato vicepresidente dell'ufficio di presidenza del Senato, eletto il 28 marzo 2018 con 119 voti, e membro della 1ª Commissione Affari Costituzionali, oltre ad essere autore nel 2021, insieme a Roberto Calderoli (LSP), della proposta di “non passare all’esame degli articoli” (chiamata anche “tagliola”) del Ddl Zan, che, con voto segreto, viene approvata e ha di fatto bloccato definitivamente l'approvazione della legge.

### Presidente del Senato della Repubblica

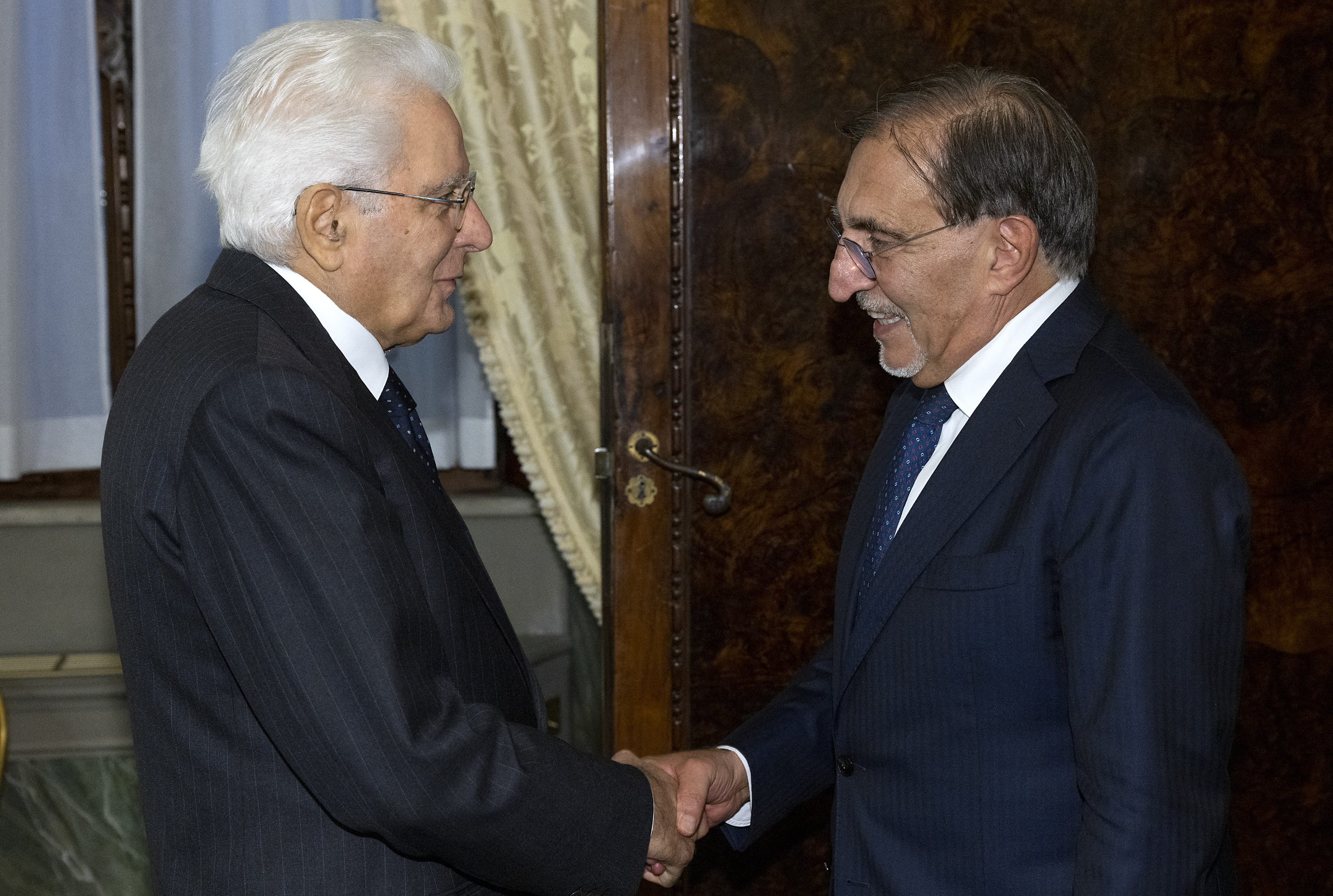
La Russa ricevuto dal Presidente della Repubblica Sergio Mattarella poco dopo la sua elezione a presidente del Senato.

Alle elezioni politiche anticipate del 2022 viene ricandidato al Senato sia nel collegio uninominale Lombardia - 05 (Cologno Monzese), sostenuto dalla coalizione di centro-destra, che come capolista di Fratelli d'Italia nel collegio plurinominale Lombardia - 02, venendo rieletto a Palazzo Madama nell'uninominale con il 46,4% dei voti e superando la principale candidata del centro-sinistra, in quota PD, Adriana Albini (29,07%).
Con la vittoria del centro-destra alle politiche, il 13 ottobre 2022 viene eletto presidente del Senato della Repubblica, al primo scrutinio con 116 voti su 187 a fronte di un quorum di 104, divenendo il primo missino a ricoprire tale carica e, con i suoi 75 anni di età, il terzo presidente più anziano (a pari merito con Meuccio Ruini).

## Vita privata
Si è sposato la prima volta con Marika Cattare, da cui ha avuto un figlio: Antonino Geronimo. Successivamente si è risposato con Laura de Cicco, da cui ha avuto due figli: Lorenzo Kocis e Leonardo Apache.
Appassionato di calcio, è stato spesso ospite di programmi radiotelevisivi a tema sportivo; è tifoso nonché azionista di minoranza dell'Inter, di cui detiene 10.000 quote, e presiede anche l'Inter Club Parlamento..

## Vicende giudiziarie
La Russa è stato indagato dalla corte dei conti per peculato in relazione all'utilizzo di voli di Stato per recarsi alla partita di Champions Inter-Schalke 04 del 5 aprile 2011.

## Controversie
- Il 24 gennaio 2013 La Russa ha affermato: «Noi diciamo no all'adozione per coppie gay. Crescere con due papà è un'induzione ingiustificata a crescere gay»[38][39][40]. Tuttavia, nel luglio 2014, presenta un disegno di legge a tutela delle coppie omosessuali, purché non vi sia la possibilità di adozione.[41] Nel marzo 2023, in un intervento nel podcast del quotidiano Libero, afferma di "non avere difficoltà" a immaginare un bambino affidato a una coppia gay piuttosto che all'orfanotrofio, ma che avere due mamme o due papà non sia la stessa cosa che avere una mamma e un papà.[42]
- A giugno 2018 La Russa, quando aveva invitato a casa sua dei giornalisti del Corriere della Sera per realizzare una video-intervista sul Sessantotto e sugli anni della contestazione giovanile[43], ha mostrato di possedere in casa alcuni cimeli fascisti tra cui una statuetta di Mussolini[44][45]. Nel febbraio 2023 ha poi dichiarato che non la avrebbe mai buttato, in quanto ereditata dal padre, e che l'avrebbe conservata «anche fosse stato un busto di Mao Zedong»[46][47]
- Il 31 marzo 2023, in un videopodcast del quotidiano Libero, ha affermato che nell'attentato di via Rasella «non furono uccisi nazisti delle SS ma una banda musicale di semi-pensionati», cosa smentita dalla storia e dagli storici.[48]

### Rapporto con il fascismo

La Russa con Riccardo De Corato a Piazzale Loreto per ricordare la morte di Mussolini nel 1992

Secondo vari commentatori, una delle posizioni più controverse di La Russa è il suo rapporto con il fascismo, di cui è stato più volte definito «nostalgico».
Il 15 settembre 2022, ospite al programma televisivo L’aria che tira su LA7, La Russa, polemizzando con il presidente della Regione Puglia Michele Emiliano (PD), ha affermato che «siamo tutti eredi del Duce». Inoltre, La Russa ha sempre difeso l’uso del saluto romano, non considerandolo mai apologia di fascismo e anzi ironizzando sul tema. Nel 2020, nei primi giorni della pandemia di COVID-19, La Russa propose con un post su Facebook di adottare il saluto fascista invece della classica stretta di mano, che poteva provocare il contagio.
A novembre 2018, in un’intervista a Un giorno da pecora su Rai Radio1, La Russa aveva commentato le critiche al governo Conte I, all'epoca giudicato troppo di destra da alcuni giornalisti, dicendo: «Se questo è un governo fascista? Complimenti che non merita…volete far rigirare nella tomba Mussolini».
Un'altra posizione che ha destato non poche polemiche è quella sul 25 aprile, giorno in cui in Italia si festeggia la liberazione d'Italia dal nazifascismo. La Russa ha sempre dichiarato di non festeggiare la ricorrenza, che ha sempre considerato «divisiva», e che nel 2020 ha proposto di sostituirla con una «giornata di concordia nazionale nella quale ricordare i caduti di tutte le guerre e anche le vittime del Covid-19» (abolendola di fatto).

### Dichiarazioni sul caso Cucchi
Nel 2009 La Russa, mentre rivestiva il ruolo di ministro della difesa, difese apertamente i carabinieri imputati di tortura e omicidio di Stefano Cucchi, affermando «La sola cosa di cui sono certo è il comportamento assolutamente corretto dei carabinieri» e continuando a difendere in più occasioni la stessa posizione nel corso degli anni. Tuttavia il proseguimento delle indagini confermò la colpevolezza degli imputati, con una condanna in via definitiva a 12 anni di reclusione per omicidio preterintenzionale dalla corte di Cassazione nell'aprile 2022. Inoltre Ilaria Cucchi, sorella della vittima, sottolineò come La Russa sia stato tra i principali responsabili della circolazione delle fake news sulla morte del fratello.

## Apparizioni al cinema e in serie TV
- Nel 1972 appare in un inserto documentale nel film Sbatti il mostro in prima pagina di Marco Bellocchio.
- Ha partecipato come doppiatore nell'edizione italiana della serie animata I Simpson (nell'episodio Dolce e amara Marge).